# Zuid-Bunun
Zuid-Bunun, ook Ishbukun, is een dialect van de Bununtaal Bunun, gesproken in Taiwan (Azië) door de Bunun. Dit dialect wordt zoals zijn naam al doet vermoeden gesproken net ten noorden van het Rukai-taalgebied.

## Classificatie
- Austronesische talen
  - Bununtalen
    - Bunun
      - Zuid-Bunun

Centraal-Bunun · Noord-Bunun · Randai · Shibukun · Takopulaans · Tondai · Zuid-Bunun